# Альенде, Игнасио
Игнасио Альенде, полное имя Игнасио Мария Хосе де Альенде и Унсага (исп. Ignacio María José de Allende y Unzaga; 21 января 1769, Сан-Мигель-де-Альенде, Вице-королевство Новая Испания—26 июня 1811, Чиуауа, Вице-королевство Новая Испания) — мексиканский военный, один из лидеров в войне за независимость страны от испанского владычества.

## Биография
Игнасио Альенде родился 21 января 1769 года в семье испанских креолов в городе Сан-Мигель-эль-Гранде (впоследствии переименован в его честь, как Сан-Мигель-де-Альенде) в штате Гуанахуато. При рождении получил имя Игнасио Хосе де Хесус Мария Педро де Альенде и Унсага. Его отец Доминго Нарсисо де Альенде и Айерди был богатым торговцем и мать Мария Ана де Унсага.
В 1802 году вступил в армию Новой Испании и продвинулся по службе благодаря Феликсу Мария Кальехи.
В 1809 году попал на собрание подпольной организации, призывавшей к независимости Мексики, которое состоялось в городе Вальядолид (сегодня Морелия) и был приглашен к участию в заговоре, организованном Хосе Мигелем Домингесом и его женой Хосефой Ортис де Домингес в городе Сантьяго-де-Керетаро, где познакомился с отцом революции Мигелем Идальго и капитаном Хуаном Альдамой.
Первоначально движение за независимость должны были возглавить Альенде и Альдама, но Мигелю Идальго пришлось начать борьбу раньше, объявив «Крик Независимости» 16 сентября 1810 года. 22 сентября в городе Селая, Мигель Идальго был официально назван Капитаном повстанческой армии, а Игнасио Альенде стал генерал-лейтенантом. Пять дней спустя вице-король Новой Испании предложил награду в 10 000 песо за живых или мёртвых главарей движения.
В ходе борьбы за независимость Альенде прославился своим этичным и благородным командованием. Был приверженцем строго порядка и уважением к гражданскому населению, и не применял физических наказаний к пленным. После знаменитого взятия крепости Алондига-де-Гранадитас в Гуанахуато и победы в битве при Монте-де-лас-Крусес, Альенде предложил Идальго занять столицу наместника, но священник не разделял этого мнения.
После поражения в сражении при Пуэнте-де-Кальдерон, лидеры движения потребовали замены Идальго как главы движения, и Альенде взял ответственность на себя. Он принимает решение идти на север, чтобы получить больше денег, оружия и войск. При подходе к поселению Акатита-де-Бахан он был предан, попал в засаду и схвачен Игнасио Элисондо, был арестован и переправлен в город Чиуауа, где был осужден и расстрелян 26 июня 1811 года.

## Память
Его имя высечено золотыми буквами (бронзой с позолотой) на Стене почёта в зале заседаний Палаты депутатов мексиканского Конгресса.